# Zina Kocher
Zina Kocher (* 5. Dezember 1982 in Red Deer) ist eine ehemalige kanadische Biathletin.
Kocher startete für die Rocky Mountain Racers. Die Studentin war seit 2001 Mitglied des kanadischen Nationalteams und wurde von Nationaltrainer Roger Archambault trainiert. Sie lebt in Canmore.
Zina Kocher betrieb seit 1998 Biathlon. Im Weltcup debütierte sie 2002 bei der vierten Station des Jahres, Oberhof. Erste Punkte sammelte sie als 26. in einem Einzelrennen 2003 in Osrblie. Im Sprint beim selben Weltcup kam sie erstmals in die Top 10. In den nächsten zwei Jahren konnte sie diese guten Ergebnisse nicht wiederholen, erst 2005 konnte sie sich erneut unter den ersten 20 des Weltcups platzieren.
Seitdem kam sie regelmäßig in die Punkteränge und erreichte mit einem dritten Platz beim Saisonauftakt der Saison 2006/07 in Östersund erstmals einen vorderen Rang und damit den Durchbruch in die Weltspitze. Sie ist nach Myriam Bédard die zweite kanadische Biathletin, der dieses gelang.
Ihre Karriere wurde unterbrochen, nachdem bei ihr im Oktober 2007 Pfeiffersches Drüsenfieber diagnostiziert wurde. Erst nach drei Monaten konnte sie in Antholz ihr Comeback im Weltcup geben.
Seit 2003 nahm Kocher an vier Weltmeisterschaften teil, konnte aber keine gute Platzierung erreichen. Bei den Olympischen Spielen 2006 von Turin startete sie im Einzel, Sprint und in der Staffel, konnte jedoch auch hier keine vordere Platzierung erreichen. Zina Kocher nahm an den Olympischen Winterspielen 2010 teil. Ihr bestes Resultat war der 65. Platz im Sprint. Mit der Staffel belegte sie Rang 15.
Um für ihren Sport Geld zu sammeln, nahm Kocher am Bold-Beautiful-Biathlon-Kalender-Projekt teil.

## Biathlon-Weltcup-Platzierungen
Die Tabelle zeigt alle Platzierungen (je nach Austragungsjahr einschließlich Olympische Spiele und Weltmeisterschaften).
- 1.–3. Platz: Anzahl der Podiumsplatzierungen
- Top 10: Anzahl der Platzierungen unter den ersten zehn (einschließlich Podium)
- Punkteränge: Anzahl der Platzierungen innerhalb der Punkteränge (einschließlich Podium und Top 10)
- Starts: Anzahl gelaufener Rennen in der jeweiligen Disziplin
- Staffel: inklusive Mixed- und Single-Mixed-Staffeln

| Platzierung         | Einzel | Sprint | Verfolgung | Massenstart | Staffel | Gesamt |
| ------------------- | ------ | ------ | ---------- | ----------- | ------- | ------ |
| 1. Platz            |        |        |            |             |         |        |
| 2. Platz            |        |        |            |             |         |        |
| 3. Platz            | 1      |        |            |             |         | 1      |
| Top 10              | 1      | 7      | 2          | 2           | 12      | 24     |
| Punkteränge         | 10     | 41     | 32         | 15          | 50      | 148    |
| Starts              | 40     | 107    | 55         | 15          | 50      | 267    |
| Stand: Karriereende |        |        |            |             |         |        |